# Giuseppe Amorelli
Giuseppe Maria Amorelli (Sambuca, 6 juli 1781 – , 13 december 1840) was een Rooms-katholiek prelaat en rechtsgeleerde in het koninkrijk der Beide Siciliën. Zo was hij onder meer lid van de Raad van State van het deelkoninkrijk Sicilië en parlementslid.
Amorelli was titulair aartsbisschop van Helenopolis (1823-1824), ook Drepanum genoemd, in Bithynië in Klein-Azië, alsook bisschop van Syracuse (1824-1840) op Sicilië en titulair aartsbisschop van Syracuse (1832-1840).
Zijn trouw aan het regerende Huis Bourbon werd hem kwalijk genomen door alle nationalisten, liberalen en revolutionairen die ijverden voor de eenmaking van Italië.

## Levensloop
Amorelli was een zoon van Paolo Amorelli en Maria Palmeri, twee patriciërs in Sambuca di Sicilia; hun familie ging terug tot adel in Napels. Hij doorliep het priesterseminarie in Girgenti ofwel Agrigento. Daar werd hij tot priester gewijd (1805). Hij was werkzaam op het bisdom Agrigento (1805-1817) zowel als kanunnik als aartspriester van San Giuseppe Jato, dat een deel bestreek van het bisdom. Tijdens deze jaren studeerde hij af als doctor in de theologie en als doctor in beide rechten aan de universiteit van Catania (1817). Het aartspriesterschap bood hem al die tijd een inkomen.
Vanaf 1817 werkte Amorelli op het aartsbisdom Palermo als vicaris-generaal. In deze periode in Palermo zetelde hij in het parlement van Sicilië; hij zetelde op de bank der geestelijkheid.
Nadien werd Amorelli vicaris-generaal in het bisdom Catania, waar hij gestudeerd had. Amorelli bekleedde in Catania functies zowel in de Roomse Kerk als voor het Bourbonregime. Hij was onder meer kanunnik in de kathedraal van Catania, directeur van het priesterseminarie, vice-grootkanselier van de universiteit, bestuurder van het Santa Marthaziekenhuis en magistraat in kerkelijke rechtbanken. De bekendste rechtbank was de Tribunale dell’Apostolica Legazia e Regia Monarchia, die bevoegd was voor heel Sicilië. Voor het Huis Bourbon werkte Amorelli als vicaris-generaal van de Groot-Kapellanie van het Hof en fungeerde hij als koninklijk gezant bij andere Siciliaanse bisdommen.
Op aansturen van koning Ferdinand I benoemde paus Pius VII hem tot titulair bisschop van Helenopolis in Bithynië. Hij werd tot bisschop gewijd te Rome (1823).
Een jaar later benoemde paus Leo XII hem tot bisschop van Syracuse (1824).
Nog een jaar later, na een verblijf in Rome, besteeg hij de bisschopstroon in de kathedraal van Syracuse (1825). Hij was bekend als een belezen man, met een uitgebreide bibliotheek. In het bisdom Syracuse reisde hij rond om pastorale bezoeken af te leggen. Hij herstelde de tucht in het priesterseminarie en verplichtte de geestelijkheid om retraites te volgen. Hij zegende de nieuwe kade van de haven in.
Zowel koning Frans I als paus Gregorius XVI bezorgden hem erefuncties. Zo werd Amorelli lid van de Raad van State en commandeur in de Orde van Frans I. In de Curie in Rome werd Amorelli pauselijk huisprelaat, alsook bisschop-assistent bij de pauselijke troon. Er volgde nog de eretitel van aartsbisschop van Syracuse in 1832.
In 1837 braken zware rellen uit in Syracuse. Naar aanleiding van een cholera-epidemie brak een opstand uit tegen koning Ferdinand II, bijgenaamd Bomba of de Bom. Het bisschoppelijk paleis werd bestormd. De schatkamer van de kathedraal werd geplunderd en aartsbisschop Amorelli sloeg op de vlucht. De repressie was bloedig. Markies Del Carretto herstelde het koninklijk gezag in Syracuse met harde hand. Amorelli kon weliswaar terugkeren naar de bisschopstroon doch hij werd het voorwerp van spot. Er woedde een langdurige en felle lastercampagne tegen hem. Revolutionairen van verschillende signatuur moesten niets weten van de loyauteit van aartsbisschop Amorelli aan het Huis Bourbon en, in parallel, aan de Heilige Stoel.
Nochtans had Amorelli aanhangers. Een incident is bijgebleven tijdens het pastorale bezoek aan Biscari of Acate (1840). Uit protest tegen zijn komst had de prins van Paterno Castello de poort op slot gedaan van de kerk San Vincenzo. Amorelli wilde toch naar binnen gaan om vormsels toe te dienen. Hij sloeg voor de ogen van de menigte driemaal met zijn zilveren borstkruis op het slot. Het slot begaf het. De menigte riep uit dat het een mirakel was.
Datzelfde jaar 1840 stierf Amorelli. Hij leed aan verschillende ziektes waaronder blindheid. Amorelli werd begraven in de kathedraal van Syracuse, meer bepaald in de Kapel van het Heilig Kruis, waar sindsdien zijn praalgraf staat.
Na zijn dood nam zijn broer graaf Audenzio Amorelli de bibliotheek over.
Het bleef kerkelijk en politiek onrustig in Syracuse. De bisschopstroon bleef nog vijf jaren vacant (1840-1845). Dan kwam Amorelli's opvolger Michele Manzo op de bisschopstroon.

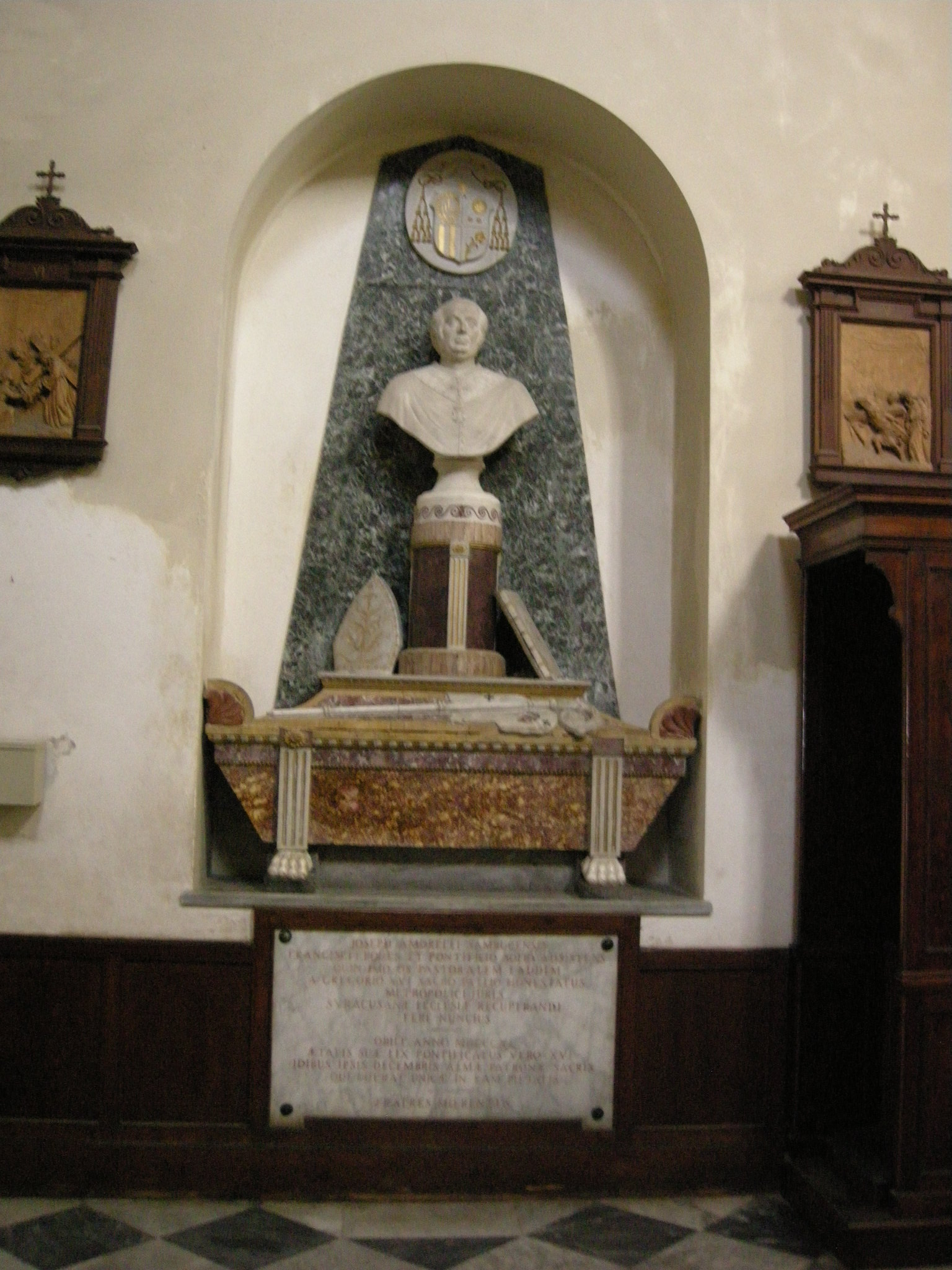
Praalgraf in de kathedraal van Syracuse